# Pantoporia diffusa
Pantoporia diffusa är en fjärilsart som beskrevs av John Henry Leech. Pantoporia diffusa ingår i släktet Pantoporia och familjen praktfjärilar. Inga underarter finns listade i Catalogue of Life.